# Synagoge Grünstadt

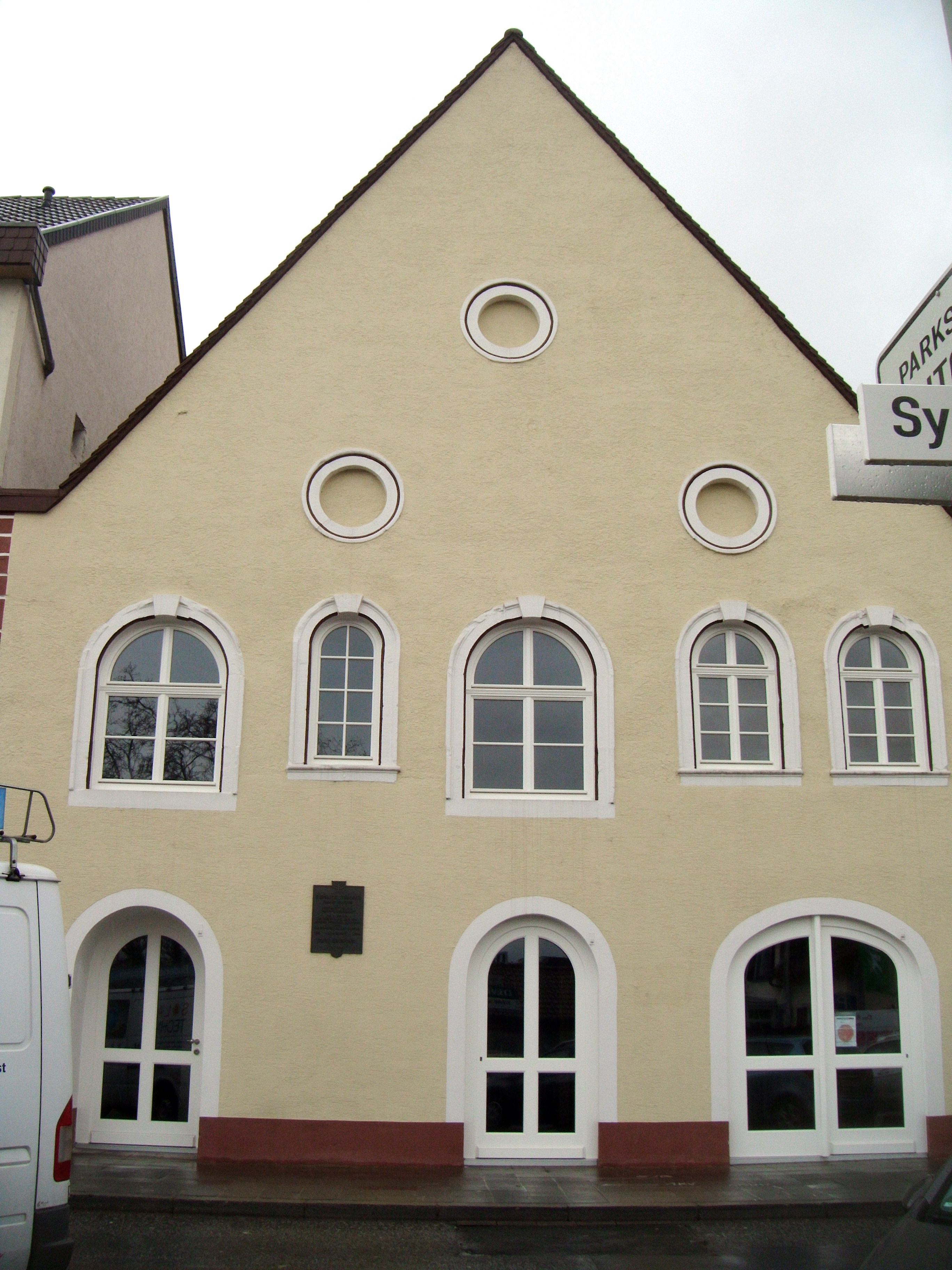
Grünstadt, ehem. Synagoge, Ostfassade

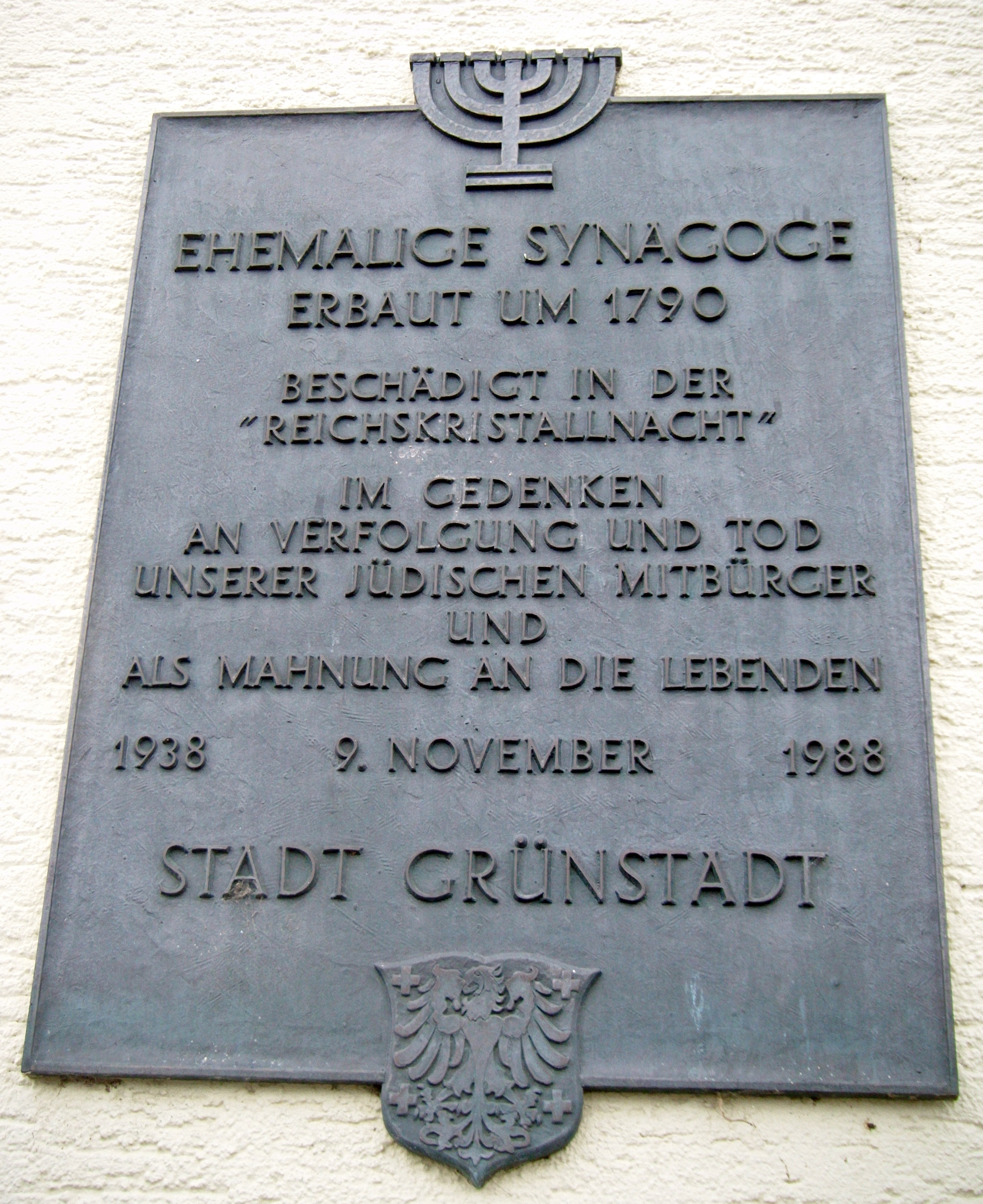
Gedenktafel an der ehemaligen Grünstadter Synagoge

Die ehemalige  Synagoge in Grünstadt, im rheinland-pfälzischen Landkreis Bad Dürkheim, ist ein barockes Sakralgebäude, wurde nach 1938 profaniert und dient heute als Geschäftshaus.  

## Geschichte

### Juden in Grünstadt
Grünstadt hatte eine alte und große jüdische Gemeinde. Zwischen 1548 und 1555 besaß hier ein Jude namens Jacob einen Schutzbrief. 1569 wird ein Arzt „Jacob Juden“ genannt und 1601 ein Israelit mit Namen „Mosche“. Das erste Einwohnerverzeichnis der Stadt, vom 12. Dezember 1608, nennt bereits drei jüdischen Familien, im fränkischen Leutershausen wurde 1612 ein „Jud von Grünstadt in der Grafschaft Leiningen“ zum Bürger angenommen. In einem Kollektenbuch zugunsten des Wiederaufbaus der 1689 von den Franzosen niedergebrannten Wormser Synagoge wird 1698 erstmals eine jüdische Gemeinde in Grünstadt urkundlich erwähnt; im 19. Jahrhundert zählte sie zu den bedeutendsten der Pfalz. 1804 lebten hier 165 jüdische Einwohner, 1848 waren es 85 Familien mit insgesamt 473 Personen. Danach ging die Zahl durch Aus- und Abwanderungen zurück. 1875 gab es in Grünstadt 348, im Jahre 1900 noch 182 und 1925 nur noch 144 jüdische Personen. Der Judenfriedhof am Ostrand der Stadt wurde um 1700 angelegt, der älteste erhaltene Grabstein stammt aus dem Jahr 1743.

### Bau und Folgezeit
1741 erwarb die hiesige jüdische Gemeinde ein Wohnhaus am jetzigen Standort und ließ dort 1749–1757 ihre Synagoge errichten. Das Gebäude wurde bis zum 20. Jahrhundert mehrfach umgebaut und renoviert, das heutige Aussehen datiert man in die Zeit um 1790. Im frühen 19. Jahrhundert war hier der Grünstadter Jacob Fränkel (1808–1887) als Kantor tätig; er wurde 1862 der erste offizielle Militärrabbiner der US-Armee. Um im Auftrag des Bezirksgerichts Frankenthal einen Judeneid schwören zu lassen, ließ nach einem zeitgenössischen Bericht des Frankfurter Journals, der Grünstadter Landrichter, im Februar 1859 die verschlossene Synagoge und deren Toraschrein gewaltsam aufbrechen, ohne vorher um Einlass nachgesucht zu haben. Eine durch das Jahrbuch für Israeliten dokumentierte Renovierung der Grünstadter Synagoge, im Sommer des gleichen Jahres, steht möglicherweise im Zusammenhang mit den zuvor entstandenen Schäden.

### 20. Jahrhundert
Zeitweise beabsichtigte man die Synagoge abzureißen und durch einen Neubau zu ersetzen. In der Zeitung „Der Israelit“, vom 8. März 1900 heißt es dazu: 

„Der verflossene Sabbat Paraschat Schekalim war für die hiesige Gemeinde in Wirklichkeit ein ‚guter Schabbos;’ denn an ihm wurde der letzte Schmuck eingeweiht, womit die Renovierung unseres Gotteshauses zum würdigen Abschluss gebracht wurde. Schon vor Jahren trug man sich mit dem Gedanken, dem Dienste Gottes auch hier eine neue Stätte zu widmen. Nur die Rücksicht auf die unerschwinglichen Opfer, die hieraus für unsere nicht besonders wohlhabende Gemeinde erwachsen wären, ließen diese löbliche Absicht nicht zustande kommen. Unsere Gemeinde musste sich damit begnügen, eine innere Verschönerung unseres alten Gotteshauses im vorigen Sommer ausführen zu lassen.“

Während der Reichskristallnacht wurde die Grünstadter Synagoge 1938 geplündert: Fenster und Inneneinrichtung wurden zerstört, das Harmonium wurde von der Galerie geworfen, und die Thorarollen sowie Akten wurden auf dem nahen Luitpoldplatz verbrannt. 1939 ging das Gotteshaus für 2.000 Reichsmark in Privatbesitz über und diente bis in die 1970er Jahre als Lagerraum. In dieser Zeit wurden die beiden großen Rundbogenfenster der Ostseite in der unteren Hälfte vermauert. Dann sollte die Synagoge abgerissen werden, wozu es aber nicht kam. Es fand sich ein Investor, der das Gebäude 1979–1981 zu einem Geschäftshaus umbaute. Dabei erfolgte durch den Einbau von Rundbogenpforten und Beseitigung der unteren Gewändeteile der beiden Langfenster ein deutlicher Eingriff in die Bausubstanz der Ostfassade. Erst 1986 stellte man die ehemalige Synagoge unter Denkmalschutz; am 10. November 1988 ließ die Stadt Grünstadt eine Gedenktafel anbringen.

## Baubestand
Es handelt sich um einen flach tonnengewölbten, rechteckigen Putzbau mit Satteldach. Westlich und östlich sind Giebelwände vorhanden, die Hauptfassade befindet sich auf der Ostseite, der originale (jetzt vermauerte) Eingang auf der Nordseite. 
Die Ostfassade hat im Giebelbereich drei Rundfenster mit einfach profilierten Sandsteingewänden. Darunter befinden sich (im heutigen Obergeschoss) fünf barocke Rundbogenfenster, ebenfalls mit profilierten Sandsteingewänden, die jeweils oben einen vorspringenden Scheitelstein in Trapezform aufweisen. Das erste sowie das dritte Fenster von Süden ist etwas breiter als die anderen, und sie reichten ursprünglich bis ins Erdgeschoss. Dort sind seit dem Umbau von 1979 drei Rundbogenpforten in die Wand gebrochen, die als Eingänge für das heutige Geschäftshaus dienen. Auf der Nordseite befinden sich drei kurze Rundbogenfenster. Dort war auch der ehemalige Haupteingang, ein rechteckiges Türgewände mit Scheitelstein, das vermauert sichtbar blieb. Die beiden Ecken der Ostfassade sind durch rechteckige Sandsteinquader rustiziert. Im Inneren haben sich an der Decke Blech-Zierrosetten aus dem 19. Jahrhundert erhalten. 
Trotz der Profanierung und den Umbauten blieb der Charakter eines heute in der Region seltenen spätbarocken Synagogenbaues bestehen. 
Die Synagoge trägt die Adresse „Östlicher Graben 19“, aber das daran vorbeilaufende Teilstück des Grabens nannte man in Grünstadt traditionell „Synagogengasse“. Später wurden die gegenüberliegenden Häuser abgerissen und der so vor dem Gebäude entstandene Platz heißt seit 2014 nun offiziell „Synagogenplatz“.